# Sankt Gotthard im Mühlkreis
Sankt Gotthard im Mühlkreis là một đô thị thuộc huyện Urfahr-Umgebung thuộc bang Oberösterreich, Áo. Đô thị Sankt Gotthard im Mühlkreis có diện tích 12 km², dân số thời điểm năm 2006 là 1329 người.

## Các khu phố
Đô thị có các khu phố sau:
- Eschelberg
- Grasbach
- Haselwies
- Maierleiten
- Mühlholz
- Oberstraß
- Rottenegg
- Sankt Gotthard im Mühlkreis